# Tibor Pleiß
Tibor Pleiß (* 2. November 1989 in Bergisch Gladbach) ist ein deutscher Basketballspieler. Er wurde dreimal deutscher Meister. Von 2018 bis 2024 spielte Pleiß beim türkischen Erstligisten Anadolu Efes SK. Mit der Mannschaft gewann er zweimal die EuroLeague. Pleiß stand in der Saison 2015/16 bei den Utah Jazz in der NBA unter Vertrag. 

## Karriere

### Anfänge
Pleiß wurde in Bergisch Gladbach geboren und wuchs im Kölner Stadtteil Dellbrück auf. Er spielte Fußball, begann seine Basketballvereinskarriere beim MTV Köln 1850, spielte dann bei der BG Köln und wechselte 2003 in die Jugend von RheinEnergie Köln (später in Köln 99ers übergegangen). Ab 2006 war er Schüler am Sportinternat Köln-Müngersdorf. Als Leistungsträger der Kölner U19-Mannschaft empfahl er sich ebenso wie sein Mannschaftskollege Philipp Schwethelm für einen Platz im Bundesligakader und sollte dort von Spielern wie Marcin Gortat und Aleksandar Nađfeji lernen. Im Februar 2007 gab Pleiß unter Trainer Saša Obradović seinen Einstand in der Basketball-Bundesliga.

### Durchbruch in der Bundesliga
Er wechselte 2009 nach der Insolvenz von RheinEnergie Köln zu den Brose Baskets nach Bamberg. Dort bekam er schon von der ersten Saison an viel Spielzeit und stand im Schnitt ca. 20 Minuten pro Spiel in der Basketball-Bundesliga auf dem Feld. Außerdem stand er in der EuroLeague durchschnittlich ca. 18 Minuten pro Spiel auf dem Parkett. Er konnte sich dem steigenden Niveau in der Liga und den wachsenden spielerischen Ansprüchen von Bamberg von 2009 bis 2012 anpassen und seine Spielanteile behaupten. Bambergs Trainer Chris Fleming gewährte Pleiß in seinem ersten Jahr nach dem Wechsel aus Köln noch eine Eingewöhnungszeit und stellte anschließend fortlaufend höhere Ansprüche an Pleiß.
Beim Draftverfahren der NBA im Jahr 2010 sicherten sich die New Jersey Nets die Rechte an Pleiß, gaben diese aber sofort an die Oklahoma City Thunder ab, was zuvor abgesprochen worden war. Im Vorfeld des Auswahlverfahrens nahm er unter anderem in New York an einer Sichtungsveranstaltung teil, die New York Knicks sowie die Los Angeles Lakers bekundeten laut Pleiß Interesse an ihm. Auch namhafte europäische Mannschaften (Real Madrid, Pallacanestro Virtus Roma) bemühten sich in dieser Zeit um den Deutschen, der aber in Bamberg blieb.
Während seiner Zeit bei Bamberg gewann er mit den Franken in jeder Saison den Meistertitel sowie den Pokalwettbewerb. Im März 2012 gelang den Brose Baskets mit Pleiß der „Three-peat“ (drei Titel in Folge) im Pokal und im Juni auch in der Meisterschaft.

### ACB
Nach der erfolgreichen EM-Qualifikation im Sommer 2012, in der die deutsche Nationalmannschaft ungeschlagen blieb, wechselte Pleiß zum spanischen Verein Caja Laboral. Dort spielte er zunächst unter dem für seine Härte bekannten Trainer Duško Ivanović. Auch unter dessen Nachfolger Žan Tabak brauchte Pleiß Zeit, um sich an die Anforderungen zu gewöhnen. Nach einem schwierigen ersten Jahr in der spanischen Liga gelang Pleiß in der Saison 2013/14 unter Trainer Sergio Scariolo der Durchbruch. Pleiß verdoppelte einige seiner statistischen Werte in der Liga ACB und der Euroleague und wurde fünfmal Spieler der Woche in der Liga ACB. Pleiß kam während der Saison 2013/14 in der spanischen Liga auf einen Mittelwert von 12,7 Punkten je Begegnung.
Zur Saison 2014/15 wechselte er zum FC Barcelona. In Barcelona konnte er jedoch selten überzeugen und kam überwiegend als dritter Innenspieler hinter Ante Tomić und Maciej Lampe zum Einsatz. Im Februar 2015 wurden in einem Spielertausch die Draftrechte an Pleiß von den Oklahoma City Thunder zu den Utah Jazz transferiert. Pleiß kündigte vorzeitig seinen Vertrag mit Barcelona, um in die NBA zu wechseln.

### NBA und D-League
Am 15. Juli 2015 unterschrieb Pleiß einen mehrjährigen Vertrag bei den Utah Jazz, womit er mit Dirk Nowitzki, Chris Kaman und Dennis Schröder der vierte Deutsche in der NBA-Saison 2015/16 wurde. Nach vier Kurzeinsätzen für die Jazz wurde Pleiß am 30. November 2015 zu den Idaho Stampede, einem Farmteam der Jazz, in die D-League geschickt. Dort sollte er Spielpraxis erhalten und Erfahrung sammeln. In der Liga erlangte Pleiß eigener Aussage nach den Spaß am Basketball zurück. Im Laufe der Saison wurde er noch weitere vier Male zu den Stampede abberufen. Er absolvierte für die Stampede insgesamt 28 Spiele und erzielte dabei 12,3 Punkte, 10,5 Rebounds und 1,4 Blocks im Schnitt, verpasste jedoch mit der Mannschaft die D-League-Playoffs. Für die Jazz brachte es Pleiß auf zwölf Saisoneinsätze und erzielte im Schnitt 2,0 Punkte und 1,3 Rebounds in durchschnittlich sieben Minuten Einsatzzeit.
Im August 2016 wurde Pleiß im Tausch gegen Kendall Marshall und ein künftiges Zweitrundenauswahlrecht beim NBA-Draftverfahren an die Philadelphia 76ers abgegeben. Wenige Tage nach dem Transfer wurde Pleiß von den Sixers entlassen.

### Rückkehr nach Europa
Pleiß hatte im Sommer 2016 die Möglichkeit, bei weiteren NBA-Mannschaften vorzuspielen, entschied sich aber dagegen, als er ein Angebot von Galatasaray Istanbuls Trainer Ergin Ataman erhielt. Pleiß wechselte in die Türkei. Ende Juli 2017 unterschrieb er einen Zweijahresvertrag beim Valencia Basket Club. Zur Saison 2018/19 wechselte er zu Anadolu Efes Istanbul, wurde dort wieder Spieler von Ergin Ataman. 2019 und 2021 gewann Pleiß mit Anadolu Istanbul den türkischen Meistertitel und holte den Sieg in der Euroleague. Im Endspiel gegen seinen ehemaligen Club FC Barcelona in der Lanxess Arena in Köln stand er knapp acht Minuten auf dem Feld und erzielte fünf Punkte und drei Rebounds. Eine Wadenverletzung setzte ihm zu. 2022 wiederholte der Deutsche mit Istanbul den Euroleague-Sieg. Im Endspiel gegen Real Madrid im Mai 2022 erzielte Pleiß 19 Punkte. 2023 gewann er mit Anadolu Efes seinen dritten türkischen Meistertitel. Pleiß spielte bis 2024 für die Istanbuler Mannschaft.
In der Sommerpause 2024 wurde Pleiß vom italienischen Erstligaaufsteiger Pallacanestro Trapani verpflichtet. Ende Februar 2025 nahm er ein Angebot von der von Ergin Ataman als Trainer betreuten griechischen Spitzenmannschaft Panathinaikos Athen an.

## Nationalmannschaft
2007 nahm er mit der deutschen U18-Nationalmannschaft an der EM in Spanien teil, 2008 gewann er mit der deutschen U20-Auswahl die B-EM in Rumänien und gehörte auch im Folgejahr zum deutschen Aufgebot für die U20-EM in Griechenland.
Im August 2009 gab Pleiß seinen Einstand in der A-Nationalmannschaft. Er gehörte zum Kader der deutschen Mannschaft bei den EM-Turnieren 2009, 2011, 2013 und 2015 sowie bei der WM 2010. Im November 2024 wurde er nach achtjähriger Unterbrechung wieder in die Nationalmannschaft berufen.

## Erfolge und Auszeichnungen
- MVP der Woche in der Liga ACB (1×) (2015)
- MVP der Woche in der Liga ACB (5×) (2014)
- Bester deutscher Nachwuchsspieler (2011)
- Bundesliga-Nachwuchsspieler des Jahres (2010)
- Deutscher Meister mit Brose Baskets Bamberg (2010, 2011, 2012)
- A-Nationalspieler (seit 2009)
- Deutscher Pokalsieger mit den Köln 99ers (2007) und Brose Baskets Bamberg (2010, 2011, 2012)
- U20-B-Europameister in Rumänien (2008)
- U18-Nationalspieler (2006) und U20-Nationalspieler (2007, 2008, 2009)
- Spanischer Supercupsieger (2017)
- Türkischer Meister (2019, 2021, 2023)
- Türkischer Pokalsieger (2022)
- EuroLeague-Sieger (2021, 2022)

## Statistiken

### EuroLeague
| Saison  | Team        | GP | GS | MPG  | FG % | 3P % | FT % | RPG | APG | SPG | BPG | PPG  |
| ------- | ----------- | -- | -- | ---- | ---- | ---- | ---- | --- | --- | --- | --- | ---- |
| 2010–11 | Bamberg     | 10 | 10 | 19.1 | .413 | .444 | .789 | 6.3 | .9  | .1  | 1.5 | 6.7  |
| 2011–12 | Bamberg     | 10 | 4  | 18.5 | .500 | .000 | .682 | 5.4 | .4  | .0  | .8  | 6.5  |
| 2012–13 | Baskonia    | 25 | 4  | 14.2 | .607 | .333 | .846 | 3.9 | .2  | .2  | .6  | 5.0  |
| 2013–14 | Baskonia    | 24 | 21 | 21.0 | .557 | .333 | .863 | 5.4 | .5  | .5  | 1.0 | 12.0 |
| 2014–15 | Barcelona   | 25 | 1  | 13.1 | .584 | .500 | .848 | 3.9 | .2  | .2  | .6  | 5.3  |
| 2016–17 | Galatasaray | 28 | 20 | 17.1 | .567 | .400 | .765 | 4.6 | .5  | .2  | 1.2 | 7.7  |
| 2017–18 | Valencia    | 29 | 14 | 19.6 | .568 | .500 | .797 | 5.2 | .6  | .4  | 1.1 | 10.1 |
| 2018–19 | Anadolu     | 37 | 5  | 14.1 | .672 | .333 | .878 | 3.7 | .4  | .4  | .5  | 8.1  |
| 2019–20 | Anadolu     | 28 | 22 | 18.4 | .646 | .250 | .926 | 4.3 | .4  | .5  | .5  | 9.5  |
| 2020–21 | Anadolu     | 24 | 9  | 12.0 | .602 | .412 | .889 | 2.7 | .5  | .2  | .3  | 6.8  |

### NBA
| Saison  | Team | GP | GS | MPG | FG % | 3P % | FT %  | RPG | APG | SPG | BPG | PPG |
| ------- | ---- | -- | -- | --- | ---- | ---- | ----- | --- | --- | --- | --- | --- |
| 2015–16 | Utah | 12 | 0  | 6.8 | .440 | .000 | 1.000 | 1.3 | .2  | .1  | .2  | 2.0 |